# Fluorjoodmethaan
Fluorjoodmethaan is een vloeibaar halomethaan van fluor en jood, met als brutoformule CH2FI.

## Synthese
Fluorjoodmethaan kan bereid worden uit joodazijnzuur.

## Toepassingen
Fluorjoodmethaan is voornamelijk als het radio-isotoop CH218FI belangrijk: het wordt gebruikt voor de fluormethylering van radioactieve geneesmiddelen, die worden gebruikt in de nucleaire geneeskunde.